# .py
.py為巴拉圭國家及地區頂級域（ccTLD）的域名。該域名於1991 年 9 月 9 日啟用。該域名的二级域名禁止外界申請注册，只有三級域名對外開放註冊，並且申請人必須是巴拉圭當地的實體或機構。